# Рой Кокрен
Лерой Брекстон Кокрен (англ. LeRoy Braxton Cochran; нар. 6 січня 1919 — пом. 26 вересня 1981) — американський легкоатлет, який спеціалізувався в бігу з бар'єрами.

## Із життєпису
Дворазовий олімпійський чемпіон з бігу на 400 метрів з бар'єрами та в естафеті 4×400 метрів (1948).
Неодноразовий чемпіон США.
Ексрекордсмен світу з бігу на 440 ярдів з бар'єрами (1942).
Випускник Університета Південної Каліфорнії.
Кузен — Коммодор Кокрен — чемпіон Олімпійських ігор 1924 в естафеті 4×400 метрів.

## Основні міжнародні виступи
| Рік  | Змагання         | Місто   | Місце | Дисципліна | Примітки         |
| ---- | ---------------- | ------- | ----- | ---------- | ---------------- |
| 1948 | Олімпійські ігри | Лондон  | 1     | 400 м з/б  | Відео на YouTube |
| 1948 | 1                | 4×400 м |       |            |                  |

## Визнання
- Член Зали слави легкої атлетики США (2010)[1]